# 大久保忠直 (彦左衛門)
大久保 忠直（おおくぼ ただなお、慶安元年（1648年） - 元禄15年7月23日（1702年8月16日））は、江戸時代前期の旗本。通称は平助、彦左衛門。
大久保忠名の三男。母は、新見彦左衛門正勝の娘。妻に大岡次郎兵衛直成の娘で、後妻は叔父大久保包教の娘。子供に大久保忠英、大久保忠備、大久保忠利（後の下條信近）らがいる。
大久保彦左衛門というと「天下の御意見番」こと忠教が有名だが、忠教以降代々、彦左衛門を襲名している。忠直は忠教の孫で、兄忠隆の養子となって跡を継ぎ4代となる。6代忠恒で男系血脈は絶えるが、女系血脈は存続する。寛文4年（1664年）12月10日遺跡を継ぐ。
元禄15年（1702年）7月23日死去。享年55。法名は日相。